# Dulovce
Dulovce (bis 1948 slowakisch „Nová Ďala“; deutsch Neudala, ungarisch Újgyalla) ist eine Gemeinde in der Westslowakei.

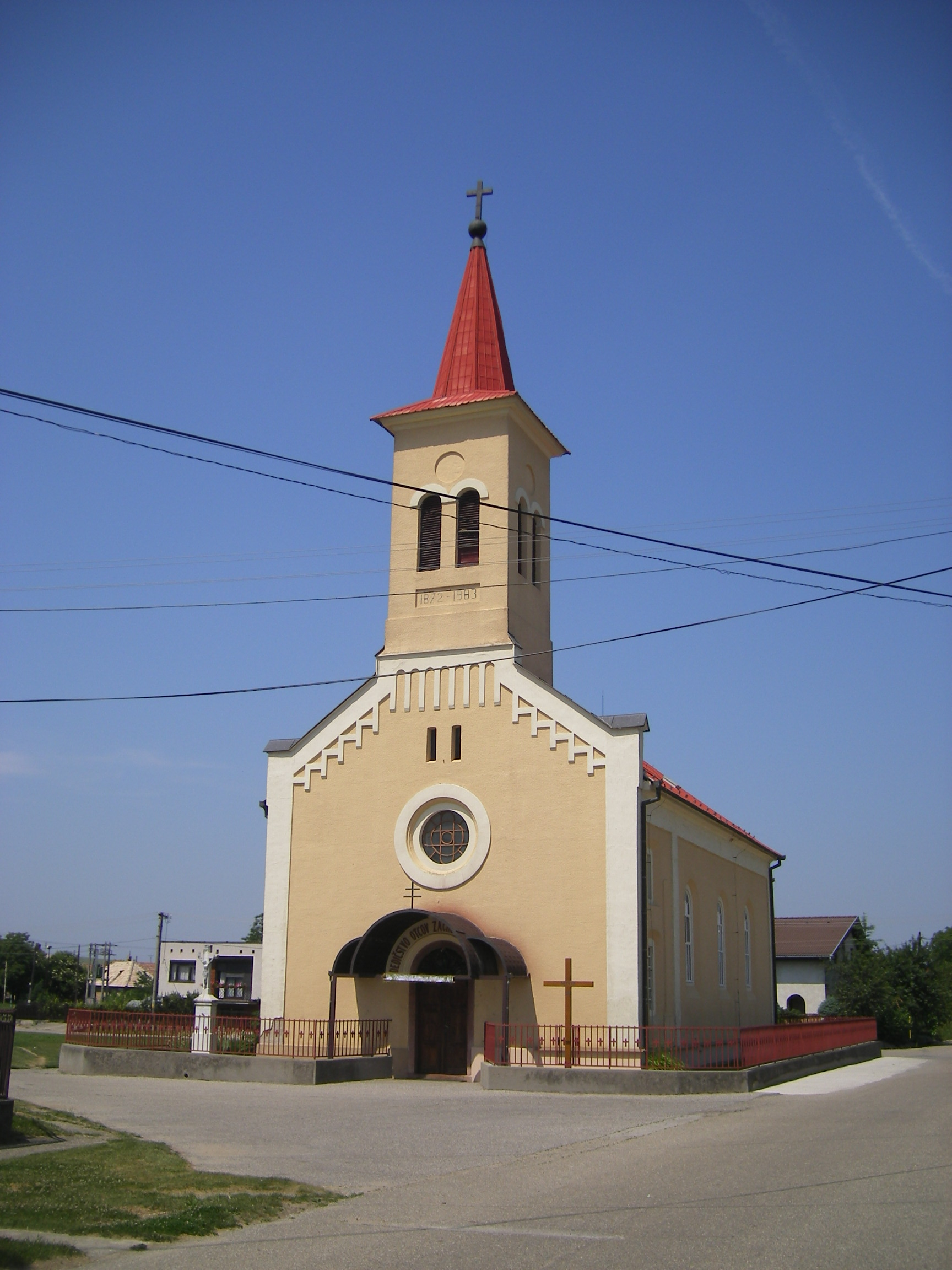
Kirche im Ort

## Lage
Sie liegt im Donautiefland, sieben Kilometer von Hurbanovo und 18 Kilometer von Komárno entfernt.

## Geschichte
Der Ort wurde 1329 erstmals als Gyalla erwähnt.
Bis 1918 gehörte der Ort im Komitat Komorn zum Königreich Ungarn, kam dann zur neu entstandenen Tschechoslowakei, wurde aber auf Grund des Ersten Wiener Schiedsspruchs von 1938 bis 1945 wieder ein Teil Ungarns. Seit 1993 ist er ein Teil der heutigen Slowakei.

## Bevölkerung
| Jahr:                | 1994. | 2004.   | 2014.   | 2024.    |
| -------------------- | ----- | ------- | ------- | -------- |
| Anzahl der Personen: | 1901  | 1859    | 1778    | 1598     |
| Unterschied:         |       | -2,20 % | -4,35 % | -10,12 % |

| Jahr:                | 2023. | 2024.   |
| -------------------- | ----- | ------- |
| Anzahl der Personen: | 1620  | 1598    |
| Unterschied:         |       | -1,35 % |